# Rolf Bösinger
Rolf Bösinger (* 26. Januar 1966 in St. Georgen im Schwarzwald) ist ein deutscher politischer Beamter (SPD). Er ist seit 2025 Staatssekretär im Bundesministerium der Finanzen. Davor war er von 2021 bis 2025 Staatssekretär im Bundesministerium für Wohnen, Stadtentwicklung und Bauwesen, von 2018 bis 2021 bereits einmal Staatssekretär im Bundesministerium der Finanzen und von 2015 bis 2018 Staatsrat in der Behörde für Wirtschaft, Verkehr und Innovation der Freien und Hansestadt Hamburg.

## Leben
Nach seinem Abitur (1985) am heutigen Thomas-Strittmatter-Gymnasium in St. Georgen im Schwarzwald absolvierte Bösinger zwischen 1986 und 1991 ein Studium der Wirtschaftswissenschaften an der Albert-Ludwigs-Universität Freiburg, war von 1990 bis 1991 Dozent für Mathematik an der Berufsakademie Lörrach und promovierte 1997 zum Thema „Neuordnung des bundesstaatlichen Finanzausgleichs 1995“.
Es folgten Stellen als Leiter des Grundsatzreferats Wirtschafts- und Finanzpolitik, Unternehmensbeteiligungen des Landes der saarländischen Staatskanzlei (1997–2000), Leiter der Abteilung Politik, Koordinierung und Zielgruppen beim SPD-Parteivorstand (2002–2005) sowie Leiter des Leitungs- und Planungsstabs (2005–2008), der Abteilung Grundsatzfragen, Rentenfinanzen, Innovation und Information (2008–2010) und der Gruppe „Unternehmensbezogene Aktivitäten einer zukunftsgerechten Arbeitswelt – Gesellschaftliche Verantwortung von Unternehmen“ (2011–2012) im Bundesministerium für Arbeit und Soziales. Von 2012 bis zu seiner Ernennung zum Staatsrat war der Wirtschaftswissenschaftler Leiter des Planungsstabes der Senatskanzlei der Freien und Hansestadt Hamburg.
Am 17. April 2015 wurde Rolf Bösinger unter Senator Frank Horch zum Staatsrat für den Bereich Wirtschaft und Innovation der Behörde für Wirtschaft, Verkehr und Innovation berufen, ein Amt, das er bis zu seinem Wechsel als Staatssekretär mit der Zuständigkeit für Steuerpolitik ins unter Bundesminister Olaf Scholz (SPD) Bundesministerium der Finanzen am 14. März 2018 innehatte. Am 8. Dezember 2021 wechselte er unter Bundesministerin Klara Geywitz (SPD) als Staatssekretär in das Bundesministerium für Wohnen, Stadtentwicklung und Bauwesen und war mit dessen Neuorganisation beauftragt. Im Zuge der Bildung des Kabinetts Merz am 6. Mai 2025 kehrte er schließlich unter Bundesminister Lars Klingbeil (SPD) als Staatssekretär in das Bundesministerium der Finanzen zurück.
Am 1. Juni 2018 wurde er Mitglied des Aufsichtsrats der Deutsche Telekom AG.

## Privates
Bösinger ist verheiratet und Vater zweier Kinder.

## Schriften
- Die Neuordnung des bundesstaatlichen Finanzausgleichs 1995: eine theoretische und empirische Analyse unter Berücksichtigung von allokationstheoretischen und polit-ökonomischen Gesichtspunkten. (zugleich Dissertation) Lang, Frankfurt am Main, Berlin, Bern, New York, Paris, Wien 1999, ISBN 3-631-34819-3.